# Falcunculus
Falcunculus is het enige geslacht van zangvogels uit de familie Falcunculidae. Er zijn drie soorten:
- Falcunculus frontatus  – Oostelijke harlekijndikkop
- Falcunculus leucogaster  – Westelijke harlekijndikkop
- Falcunculus whitei  – Noordelijke harlekijndikkop